# Роккафорте-Лігуре
Роккафорте-Лігуре, Роккафорте-Ліґуре (італ. Roccaforte Ligure, п'єм. La Ròuca) — муніципалітет в Італії, у регіоні П'ємонт, провінція Алессандрія.
Роккафорте-Лігуре розташоване на відстані близько 420 км на північний захід від Рима, 115 км на схід від Турина, 45 км на південний схід від Алессандрії.
Населення — 132 особи (2014).
Покровитель — святий Юрій.

## Демографія
Населення за роками:

Станом на 1 січня 2023 року в муніципалітеті офіційно проживало 5 іноземців з 3 країн, серед них 4 громадяни країн Євросоюзу.

## Сусідні муніципалітети
- Боргетто-ді-Борбера
- Канталупо-Лігуре
- Грондона
- Ізола-дель-Кантоне
- Монджардіно-Лігуре
- Роккетта-Лігуре